# Paul von Hintze
Pour les articles homonymes, voir Hintze.
Paul von Hintze, né à Schwedt le 13 février 1864 et mort à Merano le 18 août 1941, est un officier de marine et diplomate allemand. Il exerce les fonctions de secrétaire d'État aux Affaires étrangères du Reich entre le 9 juillet et le 3 octobre 1918.

## Carrière militaire
Paul von Hintze débute comme cadet dans la marine impériale allemande en 1882. Il entre dans l'Académie de marine de Kiel en 1888 et en sort officier.
En 1898, il est affecté dans les Samoa allemandes, puis assiste à la bataille de la baie de Manille, comme lieutenant de marine. La marine allemande avait dépêché sa flotte afin de parer à une éventuelle invasion américaine.

## Carrière diplomatique
Il est tour à tour diplomate à Mexico de 1911 à 1914, puis en Chine de 1915 à 1917 et en Norvège de 1917 à 1918.

## secrétaire d'État aux Affaires étrangères

### Nomination
Il est secrétaire d'État aux Affaires étrangères de l'Empire allemand du 9 juillet au 3 octobre 1918.
Paul von Hintze est nommé alors qu'une grande offensive, pensée pour obliger les Alliés à négocier une sortie de guerre avec le Reich est planifiée sur le front de l'Ouest.
La nomination de ce pangermaniste convaincu est perçue comme la volonté du Reich de mener une politique visant à établir la domination du Reich en Europe, en réalisant le programme fixé à Spa en mai puis en juillet.

### Témoin d'une dégradation de la situation militaire
En juillet, peu de temps avant la dernière grande offensive allemande, Erich Ludendorff lui confie son optimisme, sa certitude de permettre au Reich d'imposer sa paix face aux Alliés.
Cependant, il est rapidement confronté à la lente dégradation de la situation militaire allemande après les échecs rencontrés par le Reich en juillet 1918 ; ainsi, après les succès rencontrés par les Alliés en août, Hintze est tenu dans l'ignorance de l'ampleur de la gravité de la situation du Reich, mais il est cependant informé du passage d'une stratégie offensive à une stratégie défensive. À cette occasion, il tente pourtant de focaliser le débat lors de la conférence du 14 août sur la situation militaire du Reich et de ses alliés, de plus en plus préoccupante.
En dépit de nombreux indices qui lui laissent à penser que le Reich ne peut plus gagner la guerre, il affirme, de retour à Berlin, face aux représentants des partis représentés au Reichstag, que la situation militaire peut encore garantir au Reich et à ses alliés une paix favorable.

### Négociateur allemand
Secrétaire d'État aux Affaires étrangères du Reich, il participe à l'élaboration des traités signés par le Reich entre juillet en octobre 1918. Cependant, son concours ne constitue pas un frein aux ambitions démesurées des pangermanistes et des militaires allemands dont il est proche ; cependant, lors des négociations avec la Russie, il se distingue rapidement des militaires, préférant un contrôle indirect sur la Russie.
Ainsi, par sa politique, il joue un rôle important dans l'élaboration du traité de Berlin, signé le 27 août 1918 avec la Russie bolchevique. Réservé au départ sur la possibilité d'un accord avec le gouvernement bolchevique, mais partisan de l'instrumentalisation de ce gouvernement par le Reich, il s'y rallie, fortement influencé par le chef de la délégation allemande mandaté pour négocier le traité du 27 août ; de plus, il souhaite éviter la reconstitution d'un nouveau front à l'Est. Dans le même temps, il reconnaît l'indépendance ukrainienne, mais se montre, comme son prédécesseur, peu convaincu de la viabilité à terme d'une Ukraine indépendante de la Russie.
De plus, il participe à l'élaboration de la politique du Reich durant son mandat, définissant, par exemple, les priorités du Reich au cours de la conférence de Spa tenue au mois d'août 1918 : il définit la Belgique, alors occupée par le Reich, comme un gage dans les futures négociations de paix avec les Alliés. De plus, acteur important de la résolution, au profit du Reich, de la question polonaise ; lors de la conférence du 13 août, puis, à partir du 2 septembre 1918, il menace les négociateurs polonais de larges annexions en Pologne en cas de rattachement de la Pologne à l'Autriche-Hongrie, puis le 5 septembre 1918, il fait connaître à son homologue austro-hongrois, Stephan Burián von Rajecz, les conditions de la dévolution de la couronne polonaise à la double monarchie.

### Acteur des négociations d'armistice
Lors de la conférence du 14 août, il reçoit la consigne de préparer la paix avec les Alliés ; cependant, peu informé de l'ampleur de la gravité de la situation militaire du Reich, il fait parvenir une note aux États-Unis insistant sur la conclusion d'une paix aux clauses satisfaisantes pour le Reich.
À partir de la fin du mois de septembre 1918, la nomination d'un adjoint auprès de Ludendorff, surmené, lui permet d'avoir accès rapidement à la réalité de la situation militaire du Reich, inexorablement compromise, tandis que ce dernier mène une « guerre de papier »,, avec des divisions qui n'existent pratiquement plus sur le terrain. Cependant, au cours du mois de septembre, il demeure encore convaincu de pouvoir négocier un accord permettant au Reich de maintenir certaines de ses positions, comme il l'affirme aux représentants des partis présents au Reichstag, qu'il reçoit le 21 août 1918.
Le 29 septembre, à Spa, confronté à la gravité de la situation militaire, atterré par ses entretiens avec les militaires, il se trouve dans l'obligation d'accepter la défaite et de préparer la fin du conflit ; il suggère ainsi un scénario de sortie de conflit, donnant le beau rôle à Woodrow Wilson ; ainsi, il suggère, pour amoindrir les conséquences de la défaite, de constituer un gouvernement plus libéral, propice à une mobilisation de la dernière heure, appuyé sur le Reichstag et présidé par le prince Maximilien de Bade.
En Octobre 1918, il sert de relais entre l'armée de l'Ouest de Erich Ludendorff et le Reichstag, pour la conclusion de l'armistice.

## Traductions, notes et références